# Tisbe cucumariae
Tisbe cucumariae är en kräftdjursart som beskrevs av Humes 1957. Tisbe cucumariae ingår i släktet Tisbe och familjen Tisbidae. Inga underarter finns listade i Catalogue of Life.